# Syd Puddefoot
Sydney Charles Puddefoot (17 de outubro de 1894 – 2 de outubro de 1972) foi um futebolista ingles que jogou pelo West Ham United, Falkirk e Blackburn Rovers. Ele jogou na maior parte do tempo como centroavante e ponta. Ele também jogou críquete pelo Essex. Após sua aposentadoria como jogador ele foi técnico do Fenerbahçe, e dirigiu o  Galatasaray e o Northampton Town.

## Carreira de jogador

### Primeiros anos e West Ham United
Puddefoot nasceu em Limehouse, no East End de Londres . Ele foi aluno da Park School em West Ham e jogou futebol juvenil com o Condor Athletic e Limehouse Town antes de ser descoberto pelo West Ham United em uma partida do London Juniors contra o Surrey Juniors. Ele inicialmente se juntou aos Hammers como amador, mas se tornou profissional antes do início da temporada 1913-1914 . Sob a tutela do técnico e futuro gerente Charlie Paynter, ele rapidamente desenvolveu uma habilidade formidável, marcando 28 gols em 55 jogos na Liga Sul pelo clube. Ele quebrou o recorde do clube de maior número de gols marcados por um jogador em uma partida da FA Cup, acertando cinco (incluindo um hat-trick em sete minutos) em uma goleada de 8 a 1 em Chesterfield em um jogo da primeira rodada em 10 de janeiro de 1914. O recorde permanece até hoje e também é a maior vitória do West Ham na história da competição.

### Tempo de guerra
Puddefoot trabalhou em uma fábrica de munições durante a maior parte da Primeira Guerra Mundial e não foi convocado para o serviço até o final do conflito. Ele fez 126 aparições no Combinado de Londres durante a guerra e marcou quase 100 gols, incluindo sete contra o Crystal Palace em novembro de 1918 (um recorde para a competição). Em 8 de setembro de 1917, ele jogou contra o QPR em seu primeiro jogo em Loftus Road, marcando um hat-trick.
Durante seu serviço, ele ficou lotado em Ponte de Allan e foi convidado para Falkirk durante seu tempo na Escócia.

### Depois da guerra e Falkirk
Após o fim da guerra, Puddefoot jogou na recém-ampliada Divisão 2 da Liga de Futebol na temporada 1919-20 . Ele marcou 21 gols pelo West Ham naquela temporada e foi selecionado para jogar pela Inglaterra em três jogos do Victory International (ele marcou em todos os três).[carece de fontes?] Ele então marcou 29 gols na temporada 1920-21 e 14 na temporada 1921-1922 .
As façanhas de Puddefoot o tornaram muito procurado e o Falkirk, que primeiro testemunhou o jogador, ganhou a disputa por sua transferência em 7 de fevereiro de 1922. A taxa de £ 5.000 foi um recorde mundial de transferência no futebol e representou a única vez que um time escocês quebrou o recorde. Os torcedores do Falkirk estavam tão ansiosos para conseguir ele como jogador que eles próprios criaram um fundo público para arrecadar dinheiro para a compra. O próprio Puddefoot ganhou um adicional de £ 390 por concordar com a transferência. Seu irmão mais novo, Len, o seguiu até Falkirk no início da temporada seguinte para um treinamento de um mês, mas jogou apenas uma vez. 
O recorde de transferência mais cara duraria menos de um mês,  quando Warney Cresswell foi transferido do South Shields para o Sunderland por £ 5.500 em 3 de março de 1922.
Puddefoot jogou por três temporadas no Falkirk, marcando 45 gols em 113 jogos.

### Blackburn Rovers
Puddefoot se juntou ao Blackburn Rovers em 3 de fevereiro de 1925 por £ 4.000, fazendo sua estréia contra o Arsenal em 7 de fevereiro de 1925. Ele ganhando a FA Cup com o Blackburn em 1928 .
Em 1929, Puddefoot foi um dos primeiros a tirar proveito da nova regra da FA que permitia audiências pessoais para questões disciplinares, após sua expulsão contra o Bolton Wanderers .
Ele deixou o Blackburn, tendo marcado 87 gols em 267 partidas em todas as competições.

### Retorno para o West Ham United
Em 26 de fevereiro de 1932, dez anos depois de deixar o clube da sua juventude e aos 37 anos, Syd voltou ao leste de Londres para ajudar a evitar o rebaixamento na temporada de 1931-32 . Ele fez sete jogos naquela temporada  e marcou três gols em 15 jogos na temporada seguinte. Ele jogou seu 192º e último jogo pelo West Ham em 6 de março de 1933, marcando o último de seus 107 gols pelo clube.

## Carreira de críquete
Puddefoot jogava críquete no Essex e havia se mostrado promissor antes de partir para a Escócia. Ele apareceu em oito partidas de primeira classe em 1922 e 1923, viajando de volta para Essex durante os verões, enquanto ele estava com Falkirk.

## Carreira como técnico
Após o fim da carreira de jogador, Puddefoot viajou para a Turquia para treinar o Fenerbahçe, onde se juntou a József Schweng, o primeiro técnico estrangeiro do clube. Ele teve um breve sucesso com o clube, vencendo o campeonato da Liga de Futebol de Istambul em 1932-33 . No entanto, ele não tinha um bom relacionamento com o técnico húngaro e se mudou para o rival Galatasaray de Istambul na temporada 1933-1934 .
Em fevereiro de 1934, ele se envolveu em um incidente no qual foi ferido tentando acalmar os jogadores durante um jogo. O jogo teve de ser suspenso e a polícia foi acionada quando a multidão invadiu o campo. Como resultado, 17 dos 22 jogadores envolvidos na partida foram suspensos pela Federação Turca de Futebol .
Puddefoot voltou para a Inglaterra em 1934 para o nascimento de seu filho. Ele jogou duas vezes pelo St. Annes FC da Ribblesdale League em junho de 1934. Puddefoot trabalhou como instrutor da FA na Kent Secondary Schoolboys, substituindo Wally Hardinge no cargo em 1935, mas deixou o cargo de gerente em Northampton Town . Ele se juntou ao clube de East Midlands em 8 de março de 1935 permanecendo por dois anos, renunciando em 10 de março de 1937 após um desentendimento sobre as normas do clube. Ele deixou o clube depois de vencer 41 de seus 94 jogos no comando.
Durante a Segunda Guerra Mundial, ele trabalhou como Policial da Reserva de Guerra para a Polícia de Blackpool Borough tornando-se funcionário público do Ministério das Pensões . Ele ingressou no Southend United como olheiro em 1967.

## Vida pessoal
Ele morreu em Outubro de 1972 depois de três semanas lutando contra uma pneumonia, um pouco antes do que seria seu aniversário de 78 anos.

## Carreira internacional
Os três jogos de Puddefoot no Victory International não contaram como partidas oficiais. Ele ganhou, no entanto, duas partidas pela Seleção Inglesa no British Home Championship, uma em 1925 e outra em 1926.
| # | Data       | Estádio       | Adversário       | Resultado | Competição                | Gols marcadoss |
| - | ---------- | ------------- | ---------------- | --------- | ------------------------- | -------------- |
| 1 | 26/04/1919 | Goodison Park | Escócia          | 2–2       | Victory International     | 1              |
| 2 | 03/05/1919 | Hampden Park  | Escócia          | 3–4       | Victory International     | 2              |
| 3 | 11/10/1919 | Ninian Park   | País de Gales    | 2–1       | Victory International     | 1              |
| 4 | 24/10/1925 | Windsor Park  | Irlanda do Norte | 0–0       | British Home Championship | 0              |
| 5 | 17/04/1926 | Old Trafford  | Escócia          | 0–1       | British Home Championship | 0              |

## Estatísticas como técnico
| Clube            | De              | Até              | P. | V. | D. | E. | A%    | Títulos         | Notas               |
| ---------------- | --------------- | ---------------- | -- | -- | -- | -- | ----- | --------------- | ------------------- |
| Galatasaray      | Janeiro de 1993 | Setembro de 1934 | 31 | 16 | 7  | 8  | 51,61 | Istanbul Kupası | [ 19 ]              |
| Northampton Town | Março de 1935   | Março de 1937    | 98 | 43 | 16 | 39 | 43,88 |                 | [carece de fontes?] |